# Manfred Preußger
Manfred Preußger (ur. 10 lipca 1932 w Krásnej Lípie) – niemiecki lekkoatleta, specjalista w skoku o tyczce, wicemistrz Europy z 1958, były rekordzista Europy. W czasie swojej kariery reprezentował Niemiecką Republikę Demokratyczną.
Startując we wspólnej reprezentacji Niemiec, zajął 8. miejsce w skoku o tyczce na igrzyskach olimpijskich w 1956 w Melbourne.
Zdobył srebrny medal w tej konkurencji na mistrzostwach Europy w 1958 w Sztokholmie, za Eelesem Landströmem z Finlandii, a przed Władimirem Bułatowem ze Związku Radzieckiego. Wszyscy trzej osiągnęli tę samą wysokość – 4,50 m.
Na igrzyskach olimpijskich w 1960 w Rzymie Preußger nie zakwalifikował się do finału. Zajął 8. miejsce na mistrzostwach Europy w 1962 w Belgradzie, a na igrzyskach olimpijskich w 1964 w Tokio był czwarty.
Zajął 2. miejsce na Akademickich Mistrzostwach Świata (UIE) w 1957 w Moskwie (ex aequo z Bułatowem).
Kilkakrotnie poprawiał rekord Europy w skoku o tyczce. 19 maja 1957 w Poczdamie osiągnął wysokość 4,52 m. 10 sierpnia 1960 w Magdeburgu wyrównał należący do Jānisa Krasovskisa rekord wynoszący 4,65 m. Poprawił ten rekord rezultatem 4,67 m 23 czerwca 1961 w Berlinie, a następnie wynikiem 4,70 m 14 października 1961 w Magdeburgu. 21 czerwca 1964 poprawił rekord należący do Penttiego Nikuli wynikiem 5,02 m. Wreszcie 27 sierpnia 1964 w Lipsku osiągnął wysokość 5,15 m, poprawiając rekord Europy należący do Wolfganga Reinhardta.
Był mistrzem NRD w skoku o tyczce w latach 1955–1958, 1960 i 1962–1964.